# Bryan Bouffier
Bryan Bouffier (* 1. Dezember 1978 in Die) ist ein französischer Rallyefahrer.

## Karriere
Bryan Bouffier ist der Sohn des ehemaligen Rallyefahrers Philippe Bouffier. 1999 beendete dieser seine Rallyekarriere und half seinem Sohn beim Einstieg in den Motorsport. Im gleichen Jahr nahm Bryan Bouffier mit einem Renault Clio der Gruppe N an seinen ersten zwei regionalen Rallyes teil. Als Finalist einer Fahrersichtung des französischen Motorsportverbandes FFSA durfte er 2000 seine erste Saison im Markenpokal Volant Peugeot 206 bestreiten, den er 2002 schließlich gewann.
2003 wurde Bouffier Werksfahrer von Peugeot Sport und nahm drei Jahre lang mit einem Peugeot 206 S1600 an der französischen Rallye-Meisterschaft teil. Er erreichte 2003 den vierten Platz in der Wertung der Super-1600-Fahrzeuge. 2004 folgte der achte Rang in der Gesamtwertung. 2005 verbesserte er sich auf den dritten Meisterschaftsplatz und damit war er bester Fahrer mit einem Super-1600-Auto.
2006 startete Bouffier in seine erste Saison im internationalen Rallyesport. Er fuhr mit einem Peugeot 206 S1600 von Peugeot Sport España einige Rallyes der Intercontinental Rally Challenge und der Rallye-Europameisterschaft. Nach anfänglichen Schwierigkeiten stellten sich gegen Saisonende die Erfolge ein, als er zunächst die Barum Czech Rally Zlín auf dem dritten Platz beendete und anschließend die Rallye Antibes Cote d’Azur gewann. Die Saison beendete Bouffier auf dem fünften Platz in der Wertung der Europameisterschaft.

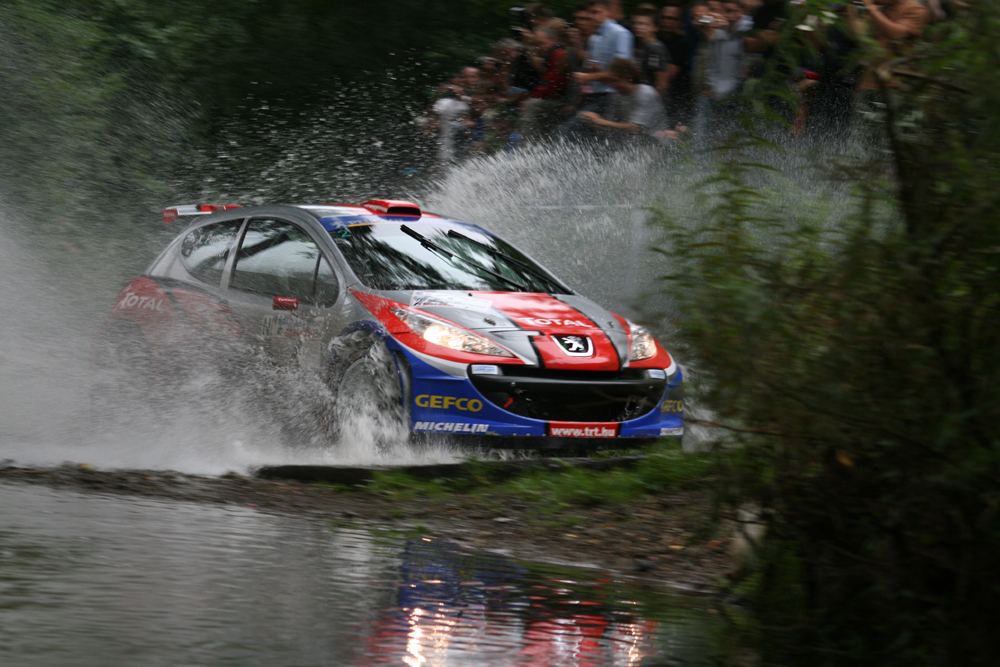
Bryan Bouffier im Peugeot 207 S2000 bei der Rajd Lotos Baltic Cup 2007

2007 nahm Bouffier mit einem Citroën C2 R2 bei der Rallye Sardinien erstmals an einem Lauf der Rallye-Weltmeisterschaft teil. Anschließend bestritt er den größten Teil der Saison in der polnischen Rallye-Meisterschaft, in der er einen Peugeot 207 S2000 von Peugeot Sport Polska steuerte. Dort gewann er vier von sechs gefahrenen Rallyes und errang den Meistertitel. 2008 war Bouffier bei fünf Rallyes der polnischen Meisterschaft siegreich und es gelang ihm die Titelverteidigung. Sein Team setzte ihn auch bei zwei Läufen der Intercontinental Rally Challenge ein. Dabei erreichte er Platz drei bei der Barum Czech Rally Zlín und Platz vier bei der Rallye International du Valais.
Nachdem Peugeot Sport Polska sein Rallyeprogramm beendet hatte, wechselte Bouffier 2009 zum Malkom Rally Team, das ihm einen Mitsubishi Lancer Evo IX der Gruppe N bereitstellte. Er erreichte in der polnischen Meisterschaft einen Sieg und errang mit knappem Punktevorsprung seinen dritten Meistertitel in Folge. Außerdem ging er mit einem Proton Satria Neo S2000 wieder bei der Barum Czech Rally Zlín an den Start.

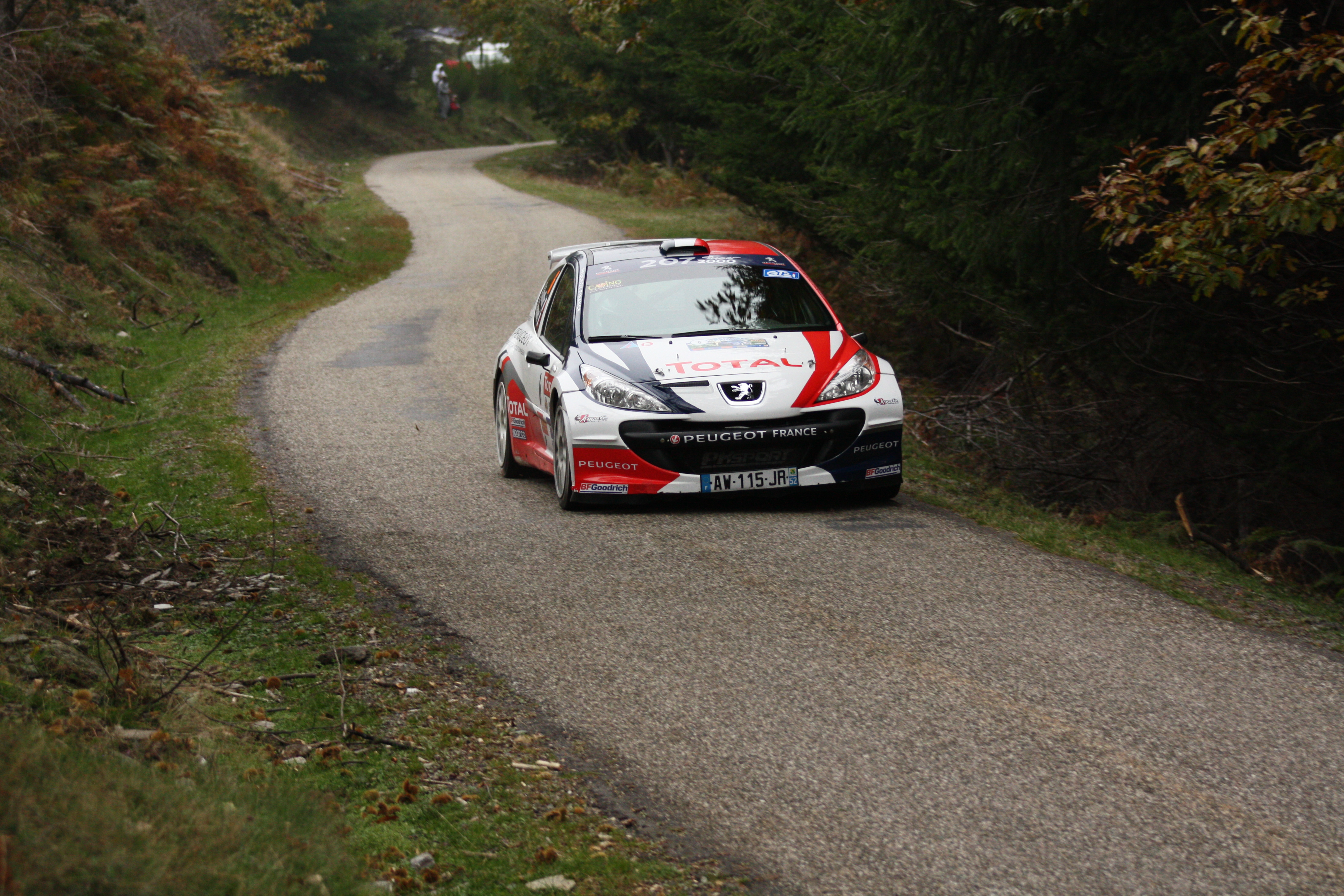
Bryan Bouffier im Peugeot 207 S2000 beim Critérium des Cévennes 2010

Die Saison 2010 begann Bouffier mit einem Einsatz im Subaru Impreza WRX STI von Tommi Mäkinen Racing bei der Rallye Monte Carlo 2010. Anschließend fuhr er mit einem Peugeot 207 S2000 hauptsächlich in der französischen Rallye-Meisterschaft. Mit drei Siegen und drei weiteren Podiumsplatzierungen setzte er sich im Titelkampf erneut knapp durch und gewann die französische Meisterschaft. Er nahm auf Peugeot auch an einzelnen Rallyes der Intercontinental Rally Challenge teil, blieb dabei jedoch erfolglos.
2011 bestritt Bouffier mit einem Peugeot 207 S2000 von Peugeot Sport erstmals eine komplette Saison in der IRC. Beim Saisonauftakt, der Rallye Monte Carlo 2011, wählte er bei sich androhendem Schneefall im Gegensatz zu den meisten Konkurrenten Winterreifen. Nach einsetzendem Schneefall fuhr er damit schnellere Zeiten und übernahm so die Gesamtführung, die er bis zum Schluss verteidigte. Bei der prestigeträchtigen Rallye Monte Carlo gelang ihm so sein erster Sieg bei einem Lauf der Intercontinental Rally Challenge. Weitere Podestplätze erzielte er mit einem zweiten Rang auf Yalta und dritten Plätzen in Sanremo sowie Schottland. Am Ende des Jahres lag er auf Platz 6 der IRC-Abschlussveranstaltung.
2012 bestritt er wiederum einige Läufe zur IRC, daneben startete er aber auch bei Rallyes zur französischen Asphalt-Meisterschaft. Er war in diesem Jahr in beiden Bewerben insgesamt nicht sehr erfolgreich und landete in den Gesamtwertungen der Bewerbe jeweils außerhalb der Top Ten. Sein größter Erfolg in diesem Jahr war ein 3. Platz bei der zur IRC zählenden Azoren Rallye.
2013 startete Bouffier überwiegend in der Rallye-Europameisterschaft (ERC) mit einem gemieteten Peugeot 207 S2000 sowie bei ausgewählten Rallyes der Rallye-Weltmeisterschaft, wobei er bei der Rallye Monte Carlo mit einem Citroën DS3 WRC den 5. Platz erzielte. In der Gesamtwertung der Rallye-Europameisterschaft schaffte er mit einem Sieg bei der Korsika-Rallye sowie einigen weiteren Topplatzierungen den 2. Platz hinter dem Tschechen Jan Kopecky.
Daneben startete er bei einigen Läufen zur polnischen Staatsmeisterschaft mit einem Peugeot 208 R2 in der Wertung der zweiradgetriebenen Fahrzeuge.

## Einzelergebnisse

### WRC
| Jahr | Team                     | Fahrzeug           | 1   | 2   | 3   | 4   | 5   | 6   | 7   | 8   | 9   | 10  | 11  | 12  | 13  | 14  | 15  | 16  | Punkte | Rang |
| ---- | ------------------------ | ------------------ | --- | --- | --- | --- | --- | --- | --- | --- | --- | --- | --- | --- | --- | --- | --- | --- | ------ | ---- |
| 2007 | PH Sport                 | Citroën C2 R2      | MON | SWE | NOR | MEX | POR | ARG | ITA | GRE | FIN | DEU | NZL | ESP | FRA | JPN | IRL | GBR | 0      | ―    |
| 2007 | PH Sport                 | Citroën C2 R2      |     |     |     | 29  |     |     |     |     |     |     |     |     |     |     |     |     | 0      | ―    |
| 2012 | Bryan Bouffier           | Peugeot 207 S2000  | MON | SWE | MEX | POR | ARG | GRE | NZL | FIN | DEU | GBR | FRA | ITA | ESP |     |     |     | 0      | ―    |
| 2012 | Bryan Bouffier           | Peugeot 207 S2000  | 15  |     |     |     |     |     |     |     |     |     |     |     |     |     |     |     | 0      | ―    |
| 2013 | Bryan Bouffier           | Citroën DS3 WRC    | MON | SWE | MEX | POR | ARG | GRE | ITA | FIN | DEU | AUS | FRA | ESP | GBR |     |     |     | 10     | 14   |
| 2013 | Bryan Bouffier           | Citroën DS3 WRC    | 5   |     |     |     |     |     |     |     |     |     |     |     |     |     |     |     | 10     | 14   |
| 2013 | Bryan Bouffier           | Citroën DS3 R3T    |     |     |     |     |     |     |     |     |     |     |     |     |     |     |     |     | 10     | 14   |
| 2013 | Bryan Bouffier           |                    |     |     | 13  |     |     | 31  |     |     |     |     |     | DNF |     |     |     |     | 10     | 14   |
| 2014 | M-Sport                  | Ford Fiesta RS WRC | MON | SWE | MEX | POR | ARG | ITA | POL | FIN | DEU | AUS | FRA | ESP | GBR |     |     |     | 20     | 12   |
| 2014 | M-Sport                  | Ford Fiesta RS WRC | 2   |     |     |     |     |     |     |     |     |     |     |     |     |     |     |     | 20     | 12   |
| 2014 | Bryan Bouffier           | Ford Fiesta R5     |     |     |     |     |     |     |     |     |     |     |     |     |     |     |     |     | 20     | 12   |
| 2014 | Bryan Bouffier           | Ford Fiesta R5     |     |     |     | 14  |     |     |     |     |     |     |     |     |     |     |     |     | 20     | 12   |
| 2014 | Hyundai Motorsport N     | Hyundai i20 WRC    |     |     |     |     |     |     |     |     |     |     |     |     |     |     |     |     | 20     | 12   |
| 2014 | Hyundai Motorsport N     | Hyundai i20 WRC    |     |     |     |     |     |     |     |     | DNF |     | 9   |     |     |     |     |     | 20     | 12   |
| 2015 | M-Sport                  | Ford Fiesta RS WRC | MON | SWE | MEX | ARG | POR | ITA | POL | FIN | DEU | AUS | FRA | ESP | GBR |     |     |     | 4      | 23   |
| 2015 | M-Sport                  | Ford Fiesta RS WRC | DNF |     |     |     |     |     |     |     |     |     | 8   |     |     |     |     |     | 4      | 23   |
| 2015 | Bryan Bouffier           | Peugeot 208 T16    |     |     |     |     |     |     |     |     |     |     |     |     |     |     |     |     | 4      | 23   |
| 2015 | Bryan Bouffier           | Peugeot 208 T16    |     |     |     |     |     | DNF |     |     |     |     |     |     |     |     |     |     | 4      | 23   |
| 2016 | M-Sport                  | Ford Fiesta RS WRC | MON | SWE | MEX | ARG | POR | ITA | POL | FIN | DEU | CHN | FRA | ESP | GBR | AUS |     |     | 0      | ―    |
| 2016 | M-Sport                  | Ford Fiesta RS WRC | DNF |     |     |     |     |     |     |     |     |     |     |     |     |     |     |     | 0      | ―    |
| 2016 | Bryan Bouffier           | Citroën DS3 R5     |     |     |     |     |     |     |     |     |     |     |     |     |     |     |     |     | 0      | ―    |
| 2016 | Bryan Bouffier           | Citroën DS3 R5     |     |     |     |     |     |     |     | DNF |     |     |     |     |     |     |     |     | 0      | ―    |
| 2017 | Gemini Clinic Rally Team | Ford Fiesta R5     | MON | SWE | MEX | FRA | ARG | POR | ITA | POL | FIN | DEU | ESP | GBR | AUS |     |     |     | 1      | 26   |
| 2017 | Gemini Clinic Rally Team | Ford Fiesta R5     | 10  |     |     | DNF |     |     |     |     |     |     |     |     |     |     |     |     | 1      | 26   |
| 2018 | M-Sport                  | Ford Fiesta RS WRV | MON | SWE | MEX | FRA | ARG | POR | ITA | FIN | DEU | TUR | GBR | ESP | AUS |     |     |     | 4      | 19   |
| 2018 | M-Sport                  | Ford Fiesta RS WRV | 8   |     |     | DNF |     |     |     |     |     |     |     |     |     |     |     |     | 4      | 19   |